# Domenico Viotto
Domenico Viotto (Quinto Vicentino, 3 aprile 1887 – Milano, 15 novembre 1976) è stato un politico e antifascista italiano.

## Biografia
Rimasto orfano pochi mesi dopo la nascita, è cresciuto in orfanotrofio e a 15 anni comincia a lavorare come apprendista falegname.
Iscrittosi al Partito Socialista Italiano, cinque anni dopo diventa dirigente della Camera del lavoro di Vicenza su posizioni di sindacalismo rivoluzionario. Nel 1908 va a dirigere la Camera del lavoro di Messina, appena distrutta dal terremoto, e nella città siciliana viene più volte arrestato negli anni seguenti per il suo impegno anti-interventista. Tra il 1916 e il 1919 sconta una pena di tre anni per disfattismo.
Tornato in libertà si trasferisce a Brescia, dove l'anno successivo si mette alla testa della resistenza dei metallurgici locali contro lo squadrismo fascista.
Nel 1921 viene eletto per la prima volta deputato e viene nominato membro della direzione nazionale del PSI. Antifascista militante, viene rieletto nel 1924 ma con l'instaurazione della dittatura, a seguito del delitto Matteotti, viene nuovamente arrestato e condannato a due anni di reclusione dal Tribunale speciale per la difesa dello stato. Decaduto dal mandato parlamentare come secessionista dell'Aventino al termine della pena viene inviato al confino per cinque anni. Nel 1932, tornato libero, si stabilisce a Milano, dove si sostiene con una modesta attività imprenditoriale. Pur sorvegliato dalla polizia riprende i contatti politici con Rodolfo Morandi e Lelio Basso, coi quali crea un centro interno italiano del PSI. Nel 1940, entrata l'Italia nella seconda guerra mondiale viene inviato nei campi di concentramento di Colfiorito e Fabriano fino al 1941. Tornato a Milano collabora con Lelio Basso alla fondazione del Movimento di Unità Proletaria che due anni dopo confluisce nel PSIUP. A nome di quest'ultimo entra a far parte della sede di Milano del Comitato di liberazione nazionale.
Nel novembre 1943, in seguito a una vicenda che gli valse accuse di leggerezza cospirativa, deve riparare in Svizzera per sfuggire all'arresto. Nella Confederazione riprende i contatti con Morandi, Antonio Greppi e altri esponenti socialisti fuoriusciti, ma appena può rientra in Italia e, agli inizi del 1945, partecipa alla lotta partigiana nella zona del Lago d'Orta.
Dopo la Liberazione, nel marzo del 1946, su proposta di Pietro Nenni, entra a far parte di diritto della Consulta nazionale come deputato aventiniano del 1924.
L'anno successivo segue Giuseppe Saragat nella scissione di Palazzo Barberini. Dopo aver ricoperto, per breve periodo, l'incarico di segretario della federazione milanese del PSDI, inizia ad allontanarsi dalla vita politica fino al suo totale ritiro a vita privata nel 1949.